# Dance with Devils
『Dance with Devils』（ダンス ウィズ デビルス）は、日本のテレビアニメ作品。2015年10月より12月までTOKYO MX、サンテレビ、BSフジにて放送された。

## 概要
女性向け作品を制作する「Rejet」、音楽制作グループ「Elements Garden」、エイベックス・ピクチャーズの3社による共同プロジェクト作品。
「ミュージカルアニメ」と銘打たれ、作中では「歌」でその時々の登場人物の心情が表現される。
2015年に漫画化、2016年にゲーム化と舞台化が行われた。2017年には劇場版「Fortuna」が公開。2018年3月には、PS Vitaソフト「My Carol」が発売される。

## ストーリー
四皇學園に通う高校2年生・立華リツカはある日、生徒会執行部以外の出入りを許されていない「第三図書館」に校則違反の疑いで呼び出され、会長の鉤貫レムをはじめとする執行部の面々と初めて対面。潔白を主張し図書館を退出後、帰宅したリツカは家が荒らされ、母のマリアが何者かに連れ去られたことを知る。さらに謎の男たちが彼女を襲い、手にしたものが世界を支配するという謎の魔導書「禁断のグリモワール」の在り処をリツカから聞き出そうとする。そこへ現れたレムにより難を逃れるが、レムの話によれば、「校内で悪魔崇拝をしている生徒がいるらしく、彼らが『禁断のグリモワール』を探している」という。その後再び第三図書館を訪れたリツカはレムからマリアが軽井沢に連れ去られた可能性があることを聞き、同地にあるリツカの亡き祖父の家に向かう二人。しかし家には誰もおらず、再び現れた謎の男たちが家に火を放つ。彼女を逃がした後、レムは男たちと対峙し撤退させることに成功する。軽井沢から戻った二人を待っていたのは留学から緊急帰国したリツカの兄・リンドだった。『禁断のグリモワール』を求めるアクマとヴァンパイア、それを阻止しようとするエクソシストの争いにリツカは巻き込まれていく。

## 登場人物
声はアニメ版のキャスト、演は舞台版のキャストを指す。

### 主要人物
立華 リツカ（たちばな リツカ）
声 - 茜屋日海夏（テレビアニメ版）
学年：四皇學園高校二年生 / 年齢：17歳 / 身長：156cm
本作の主人公。高校2年生。美術部所属。自然な明るさを持った普通の少女。つつましい学園生活を送っていたが17歳の誕生日を前に、「禁断のグリモワール」を巡る争いに手がかりとして巻き込まれる。趣味は油絵。
鉤貫 レム（かぎぬき レム） / レム・アーロンド
声 - 斉藤壮馬 / 演 - 神永圭佑
学年：四皇學園高校三年生 / 誕生日：11月17日 / 身長：185cm / 体重：67kg
生徒会長高校3年生。将棋部所属。正体はアクマで、本名は「レム・アーロンド」。常に冷静沈着で、生徒会では一番の常識人だが、本性は冷酷無比。苦手なものはしいたけ。趣味は将棋。
アニメ版では禁断のグリモワールの手がかりをつかむためにリツカを第三図書館に呼び出したことがきっかけでリツカと知り合う。本性は冷酷だが、リツカを度々助けている。次第に彼女に惹かれていった。最終話ではリツカとは両想いとなるが彼女の選択を尊重し、魔界へと帰還する。
立華 リンド（たちばな リンド）
声 - 羽多野渉、山本和臣（幼少期その1）、山村響（幼少期その2） / 演 - 平牧仁、萩尾圭志（D.C）、高野洸（Fermata）
学年：四皇學園高校三年生 / 年齢：18歳 / 誕生日：3月3日 / 身長：182cm / 体重：64kg
リツカの兄（血縁上は従兄妹であるがリツカはそれを知らない）。高校3年生。裏の顔はエクソシスト。さらにその正体は人間と吸血鬼の間に生まれたダンピールである。
物語が始まる前までイギリスに留学していたが、母と妹の危機をきっかけに急遽帰国。リツカに「レムには二度と近づくな」と警告すると同時に彼女を守ろうと決意、四皇學園に編入する。趣味は料理、家事全般。
楚神 ウリエ（そがみ ウリエ）
声 - 近藤隆 / 演 - 崎山つばさ、神里優希（D.C.）、山﨑晶吾（Fermata）
学年：四皇學園高校三年生 / 誕生日：1月27日 / 身長：178cm / 体重：61kg
生徒会副会長で3年生。テニス部所属。正体はアクマで、魔界ではその名を轟かしたエリート夢魔。レムとは幼馴染。女性に非常にモテる色男。
リツカに単独で近づき、誘惑してグリモワールの在り処を聞き出そうとするがレムに邪魔される。趣味は蝶々の採集。
フューザー家の嫡男として産まれた。しかしその家族環境はどろどろしていた。兄弟は36人いるものの全員異母兄弟で、自分とよく似た父は外で子供を作ったり執務で家にはほとんど帰って来ず、母親は母親でそんな父にあてつけのようによそで男を作り、父と似たウリエを妬み、嫡男であるため他の兄弟からも疎まれ、愛情を知らずに育ってきた。
南那城 メィジ（ななしろ メィジ）
声 - 木村昴 / 演 - 吉岡佑
学年：四皇學園高校三年生 / 誕生日：8月13日 / 身長：188cm / 体重：72kg
生徒会書記で3年生。陸上部所属。正体はアクマで、魔界の混乱に乗じてのし上がった新勢力の実力者。本能的に生きている。趣味は力の誇示。
魔界六貴族の中でも地位の低かったメィジの家は、上へのし上がろうとする野心家一家だった。しかし魔界の頂点である魔王マキシスに謀反を起こし、メィジを残し滅ぼされた。兄や母に守られて生き延びたメィジ、圧倒的な力を前に何もできなかった自分を悔いて力が全てだと思うようになった。力がすべての魔界の中で一人きりになってしまったメィジは必死に生き、自分の手で領土を増やして新勢力とまで言われるようになるが、家名を持たないために上に行くには限度があった。そんな時に聞いたのがグリモワールの存在だった。
棗坂 シキ（なつめざか シキ）
声 - 平川大輔 / 演 - 安川純平
学年：四皇學園高校三年生 / 誕生日：6月2日 / 身長：169cm / 体重：52kg
生徒会会計で3年生。美術部所属。正体は堕天使。本人曰く「天使の血が流れている」ためエクソシストの技がきかない。飄々としており、何を考えているのか全く読めない。趣味は破壊。
過去、天使として神様の下で働いていた。しかし友達の心優しい天使が、力及ばず助けられない人間がいることに傷ついて泣き続けていたことを可哀想だと思ったシキは、もっと可哀想にしてあげたくなり、その助けたがっていた人間をその天使の目の前で一人ずつ消していった。そして、最後に絶望に浸ったその友達を射殺した。
ローエン
声 - 鈴木達央（ローエン） / 山本和臣（ポメラニアン） / 演 - 内藤大希
誕生日：4月8日 / 身長：164cm / 体重：51kg
生徒会メンバーではないにも関わらず第三図書館に出入りする謎の生徒。その正体は魔王マキシスに仕えるケルベロス。普段はレムの家の飼い犬として振る舞っており、その姿を利用して第三図書館にもよく遊びに来る。
グリモワールを手に入れ、封印されたマキシスを復活させようとしている。趣味は散歩。

### その他の人物
立華 マリア（たちばな マリア）
声 - 山村響
年齢：37歳 / 身長：164cm
リツカとリンドの母。37歳。翻訳家をしている。女手ひとつで2人の子を育てていた。
平穏な生活を送っていたが、何者かに誘拐される。
葛葉 アズナ（くずは アズナ）
声 - 松田利冴
学年：四皇學園高校二年生 / 身長：161cm
リツカの同級生で親友。リンドと同じくエクソシストで、リツカをアクマやヴァンパイアから守ろうと決意して戦う。
ジェキ
声 - 鈴木裕斗 / 演 - 伊勢大貴、田中涼星（D.C、Fermata）
ヴァンパイアのリーダー格。グリモワールを探し、手がかりであるリツカを狙っている。
リツカとリンドの祖父
声 - 山本兼平
マリアの父。故人。軽井沢に住んでいた。
欧州民俗学の研究者で、主に黒魔術やアクマの研究をしていた。リンドには民俗学を徹底的に叩き込んだ上でエクソシストへの道を歩ませ、臨終の間際に「家族を守れ」と遺言を残す。
立華 マルタ（たちばな マルタ）
声 - 佐藤奏美
リンドの実母で、マリアの姉。息子がダンピールであることを知って心を病み、失意のうちに亡くなる。
グラクス・アーロンド
声 - 森川智之
レムの父。詳細は一切不明だが宇宙の裂け目からレムの身体以上に大きな目を出している。息子にグリモワールを手に入れる様に命じているが、失敗続きでイラついている。魔王マキシスを封印した張本人。
ネスタ
声 - 藤原啓治、小山力也（劇場アニメ版）
ヴァンパイアの王。グリモワールを手に入れ、マキシス以上の力を得ようとしている。
マリウス
声 - 豊永利行 / 演 - 北川尚弥（Fermata）
身長：167cm / 体重：50kg
劇場版オリジナルキャラクター。リツカ達の物語を遠くから見つめる謎の人物。仮面をつけた道化師の姿で登場し、歌うように物語を語る。

## 作中用語
四皇町（しこうちょう）
主人公・立華リツカが暮らすどこか懐かしい姿をした街。都心へのアクセスもよく、四皇學園を中心に、閑静な住宅街が広がる。
四皇學園（しこうがくえん）
幕末の私塾をルーツに持つ歴史ある學園。
敷地には、英国風建築の巨大な本校舎の他、講堂、テニスコート、温室等が並び、充実した施設と落ち着いた環境を誇る。
そのためか、良家の子女が多く通っている。
學園祭に力を入れていることでも有名。
生徒会（せいとかい）
四皇學園の生徒会。現在は生徒会長の鉤貫レム、副会長の楚神ウリエ、書記の南那城メィジ、会計の棗坂シキにより、運営されている。独自の予算と自治機能が与えられており、教師も手出しができない。
メンバーのヴィジュアルもあって、學園生徒達のあこがれの的となっている。
第三図書館（だいさんとしょかん）
圧倒的な蔵書数を誇る四皇學園の広大な図書館。
生徒会メンバーが生徒会室として使用しているが、それ以外の一般生徒は出入りを制限されている。
アクマ
本来は魔界に棲む存在。とある目的で、境界を越えて人間界にやってきた。
魔界の中で各勢力が争いを続けているが、基本的には上級のアクマには、下級のアクマは逆らうことが出来ない。
ヴァンパイア
ヒトとして死を迎えられず、闇の中で生き長らえたモノ。アクマからは下の存在と見られており、常にアクマから勢力を奪おうと画策している。
エクソシスト
アクマ、ヴァンパイアと言った、闇のモノを払う人々。エクソシスト協会と言う団体を組織している。彼らは協会から任務を受け、各地に派遣される。
禁断のグリモワール（きんだんのぐりもわーる）
あらゆる勢力が求める謎の魔導書。
615年に1度の満月の夜、その真価を発揮すると言われている。

## スタッフ
- 原案 - 岩崎大介
- 原作 - グリモワール編纂室
- 監督 - 吉村愛
- シリーズ構成 - 金春智子
- キャラクター原案 - 前田浩孝
- キャラクターデザイン - 高品有桂
- プロップデザイン - 清水恵
- 美術監督 - 諸熊倫子
- 色彩設計 - 大塚奈津子
- 撮影・3D - 織田頼信
- 編集 - 池田康隆
- 音響監督 - 長崎行男
- 音楽 - Elements Garden（藤田淳平、Evan Call）
- 音楽制作 - DIVE II entertainment
- 音楽プロデューサー - 藤田淳平
- プロデューサー - 田中宏幸、細谷博子、麻生一宏、福田順、金庭こず恵
- アニメーションプロデューサー - 齋藤弥生
- アニメーション制作 - ブレインズ・ベース
- 製作 - Dance with Devils製作委員会

## 主題歌
オープニングテーマ「覚醒のAir」
作詞 - Daisuke Iwasaki / 作曲・編曲 - 藤田淳平 / 歌 - 羽多野渉
第1話はエンディングテーマとして使用。
エンディングテーマ「マドモ★アゼル」
作詞 - Daisuke Iwasaki / 作曲・編曲 - 藤田淳平 / 歌 - PENTACLE★（鉤貫レム、立華 リンド、楚神 ウリエ、南那城 メィジ、棗坂 シキ）
第1話未使用。
挿入歌
「闇の花嫁」（第1話）
作詞 - 金春智子 / 作曲・編曲 - Evan Call / 歌 - Grimoire ensemble
「風の予感」（第1話）
作詞 - 金春智子 / 作曲 - 藤田淳平 / 編曲 - Evan Call / 歌 - 立華リツカ（茜屋日海夏）
「我ら四皇學園生徒会」（第1話）
作詞 - 金春智子 / 作曲・編曲 - 藤田淳平 / 歌 - 四皇學園生徒会（斉藤壮馬、近藤隆、木村昴、平川大輔）
「我が名はレム・アーロンド」（第2話）
作詞 - 金春智子 / 作曲・編曲 - 喜多智弘 / 歌 - 鉤貫レム（斉藤壮馬）
「風の予感 Acoustic」（第3話）
作詞 - 金春智子 / 作曲 - 藤田淳平 / 編曲 - Evan Call / 歌 - 立華リツカ（茜屋日海夏）
「夜は明けない」（第3話）
作詞 - 中瀬理香 / 作曲・編曲 - 藤田淳平 / 歌 - Grimoire ensemble
「誘惑❤︎amor」（第3話）
作詞 - 中瀬理香 / 作曲・編曲 - Evan Call / 歌 - 楚神ウリエ（近藤隆）
「Dance with Destinies Overture」（第4話）
作詞 - 中瀬理香 / 作曲・編曲 - 藤田淳平 / 歌 - 立華リツカ（茜屋日海夏）&鉤貫レム（斉藤壮馬）&立華リンド（羽多野渉）
「君だけの守護騎士（エクソシスト）」（第4話）
作詞 - 中瀬理香 / 作曲・編曲 - 藤田淳平 / 歌 - 立華リンド（羽多野渉）
「VANQUISH」（第5話）
作詞 - 内海照子 / 作曲・編曲 - Evan Call / 歌 - 南那城メィジ（木村昴）
「憐憫 揺籃歌」（第6話）
作詞 - 吉村愛 / 作曲・編曲 - 喜多智弘 / 歌 - 棗坂シキ（平川大輔）
「ワタクシは忠実な犬です。」（第7話）
作詞 - 中瀬理香 / 作曲 - 藤田淳平 / 編曲 - Evan Call / 歌 - ローエン（鈴木達央）
「いつか夢で見た場所へ」（第8話）
作詞 - 金春智子 / 作曲・編曲 - Evan Call / 歌 - 立華リツカ（茜屋日海夏）&鉤貫レム（斉藤壮馬）
「KETTO 〜譲れない、せめぎ愛〜」（第9話）
作詞 - 内海照子 / 作曲・編曲 - 藤田淳平 / 歌 - 鉤貫レム（斉藤壮馬）&立華リンド（羽多野渉）
「EMOLIAR」（第10話）
作詞 - 吉村愛 / 作曲・編曲 - Evan Call / 歌 - 楚神ウリエ（近藤隆）&南那城メィジ（木村昴）&棗坂シキ（平川大輔）
「闇の花嫁 Reprise」（第11話）
作詞 - 金春智子 / 作曲・編曲 - Evan Call / 歌 - Grimoire ensemble
「Crazy about you」（第11話）
作詞 - 中瀬理香 / 作曲・編曲 - 藤田淳平 / 歌 - Grimoire all star cast（斉藤壮馬、羽多野渉、近藤隆、木村昴、平川大輔、鈴木達央）
「Dance with Destinies」（第12話）
作詞 - 金春智子 / 作曲・編曲 - 藤田淳平 / 歌 - 立華リツカ（茜屋日海夏）&鉤貫レム（斉藤壮馬）&立華リンド（羽多野渉）

## 各話リスト
| 話数     | サブタイトル                 | 脚本       | 絵コンテ   | 演出     | 作画監督                                                                            | 総作画監督        |
| -------- | ---------------------------- | ---------- | ---------- | -------- | ----------------------------------------------------------------------------------- | ----------------- |
| 第一幕   | 倒錯と禁断のカドリール       | 金春智子   | 吉村愛     | 吉村愛   | 徳田夢之介、福世真奈美 鈴木真帆、松尾亜希子 小谷杏子、前澤弘美 川村夏生、佐久間康子 | 高品有桂 鈴木真帆 |
| 第二幕   | 迷いと秘密のジルバ           | 金春智子   | 吉村愛     | 三上喜子 | 斉藤美香                                                                            | 高品有桂 小谷杏子 |
| 第三幕   | 情熱と誘惑のタンゴ           | 中瀬理香   | 川口敬一郎 | 芸利古男 | 高原修司、一ノ瀬結梨                                                                | 高品有桂 鈴木真帆 |
| 第四幕   | 孤独と哀愁のボレロ           | 中瀬理香   | 松尾衡     | 吉村愛   | 三島千枝、齊藤郁実 森悦史、苗木陽子 袖山麻美、坂本千代子                            | 高品有桂 小谷杏子 |
| 第五幕   | 独尊と衝迫のブレーキン       | 内海照子   | 三上喜子   | 三上喜子 | 伊勢奈央子、前澤弘美 徳田夢之介                                                     | 鈴木真帆          |
| 第六幕   | 追想と迷宮のファランドール   | 横手美智子 | 松本淳     | 福本潔   | 今里佳子、安田祥子 橋本真希                                                         | 小谷杏子          |
| 第七幕   | 幻想と純真のパ・ド・ドゥ     | 中瀬理香   | 篠原俊哉   | 工藤利春 | 高野やよい、高野ゆかり 香田知樹                                                     | 鈴木真帆          |
| 第八幕   | 仮初のワルツ                 | 金春智子   | 清水久敏   | 清水久敏 | 松下郁子、本多みゆき 高原修司                                                       | 小谷杏子          |
| 第九幕   | 秘め事と裏腹のウォークライ   | 内海照子   | 寺東克己   | 三上喜子 | 斉藤美香                                                                            | 鈴木真帆          |
| 第十幕   | 欲望と偽りのタランテラ       | 横手美智子 | 藤森カズマ | 福本潔   | 山村俊了、橋本真希 黒岩園加、安田祥子 清水勝祐、白川茉莉 櫻井拓郎                   | 小谷杏子          |
| 第十一幕 | 漆黒と紅蓮のサンバ           | 中瀬理香   | 高橋秀弥   | 高橋秀弥 | 徳田夢之介、小宮山由美子 猿渡聖加                                                   | 鈴木真帆          |
| 第十二幕 | 終わりと始まりのオーパンバル | 金春智子   | 藤森カズマ | 吉村愛   | 荒木弥緒、一ノ瀬結梨 小谷杏子、宗崎暢芳 しんぼたくろう                              | 小谷杏子          |

## 放送局
| 放送期間                  | 放送時間                     | 放送局     | 対象地域                  |
| ------------------------- | ---------------------------- | ---------- | ------------------------- |
| 2015年10月7日 - 12月23日  | 水曜 23:30 - 木曜 0:00       | TOKYO MX   | 東京都                    |
| 2015年10月9日 - 12月25日  | 金曜 1:30 - 2:00（木曜深夜） | サンテレビ | 兵庫県                    |
| 2015年10月12日 - 12月28日 | 月曜 0:30 - 1:00（日曜深夜） | BSフジ     | 日本全域                  |
| 2016年4月3日 -            | 日曜 0:00 - 0:30（土曜深夜） | AT-X       | 日本全域 リピート放送あり |

| 放送期間                      | 放送時間                   | 配信元             | 備考                            |
| ----------------------------- | -------------------------- | ------------------ | ------------------------------- |
| 2015年10月7日 - 12月23日      | 水曜 23:30 - 木曜 0:00     | ニコニコ生放送     |                                 |
| 2015年10月8日 - 12月24日      | 木曜 0:00（水曜深夜） 更新 | ニコニコチャンネル | 第1話無料、第2話以降1週間無料   |
| 2015年10月15日 - 12月31日     |                            | GYAO!              | 第1話無料、第2話以降1週間無料   |
| 2015年10月16日 - 2016年1月1日 | 金曜 12:00 更新            | バンダイチャンネル | 第1話無料、有料会員は全話見放題 |

## 劇場版
『Dance with Devils -Fortuna-』（ダンス ウィズ デビルス フォルトゥーナ）のタイトルで2017年11月4日に公開。

### 主題歌（劇場版）
主題歌「KING & QUEEN」
作詞 - 岩崎大介 / 作曲・編曲 - 藤田淳平 / 歌 - 羽多野渉

## 関連メディア

### アニメBD / DVD
| 巻 | 発売日         | 収録話          | 規格品番     | 規格品番      |
| 巻 | 発売日         | 収録話          | BD初回版     | DVD初回版     |
| -- | -------------- | --------------- | ------------ | ------------- |
| 1  | 2015年12月25日 | 第1話 - 第2話   | EYXA-10697/B | EYＢA-10691/B |
| 2  | 2016年1月22日  | 第3話 - 第4話   | EYXA-10698/B | EYＢA-10692/B |
| 3  | 2016年2月19日  | 第5話 - 第6話   | EYXA-10699/B | EYＢA-10693/B |
| 4  | 2016年3月18日  | 第7話 - 第8話   | EYXA-10700/B | EYＢA-10694/B |
| 5  | 2016年4月22日  | 第9話 - 第10話  | EYXA-10701/B | EYＢA-10695/B |
| 6  | 2016年5月20日  | 第11話 - 第12話 | EYXA-10702/B | EYＢA-10696/B |

### CD
| 発売日                        | タイトル                                         | 規格品番                            |
| Dance with Devils             | Dance with Devils                                | Dance with Devils                   |
| ----------------------------- | ------------------------------------------------ | ----------------------------------- |
| 2015年10月14日                | 覚醒のAir                                        | EYCA-10582 (CD+DVD) EYCA-10583 (CD) |
| 2015年10月21日                | マドモ★アゼル                                    | EYCA-10580 (CD+DVD) EYCA-10581 (CD) |
| 2015年10月28日                | キャラクターシングル1 鉤貫レム                   | EYCA-10607                          |
| 2015年11月4日                 | キャラクターシングル2 楚神ウリエ                 | EYCA-10608                          |
| 2015年11月11日                | キャラクターシングル3 立華リンド                 | EYCA-10609                          |
| 2015年11月18日                | キャラクターシングル4 南那城メィジ               | EYCA-10610                          |
| 2015年11月25日                | キャラクターシングル5 棗坂シキ                   | EYCA-10611                          |
| 2015年12月2日                 | キャラクターシングル6 ローエン                   | EYCA-10612                          |
| 2015年12月25日                | ミュージカルコレクション「Dance with Destinies」 | EYCA-10613                          |
| 2016年8月31日                 | ユニットシングル1 鉤貫レムvs楚神ウリエ           | EYCA-11061                          |
| 2016年9月21日                 | ユニットシングル2 立華リンドvsジェキ             | EYCA-11062                          |
| 2016年10月19日                | ユニットシングル3 南那城メィジvs棗坂シキ         | EYCA-11063                          |
| 2016年11月23日                | ユニットシングル4 マキシスwithローエン           | EYCA-11064                          |
| Dance with Devils -EverSweet- |                                                  |                                     |
| 2016年10月19日                | アクマに囁かれ魅了されるCD Vol.1 レム            | REC-543                             |
| 2016年11月16日                | アクマに囁かれ魅了されるCD Vol.2 ウリエ          | REC-544                             |
| 2016年12月21日                | アクマに囁かれ魅了されるCD Vol.3 リンド          | REC-545                             |
| 2017年1月18日                 | アクマに囁かれ魅了されるCD Vol.4 シキ            | REC-546                             |
| 2017年2月15日                 | アクマに囁かれ魅了されるCD Vol.5 メィジ          | REC-547                             |
| 2017年3月15日                 | アクマに囁かれ魅了されるCD Vol.6 ローエン        | REC-548                             |

### Webラジオ
『Dance with Devils 四皇學園第三放送室』のタイトルで、2015年11月20日から2016年2月12日までアニメイトTVにて配信された。隔週金曜日更新。パーソナリティは斉藤壮馬（鉤貫レム 役）、羽多野渉（立華リンド 役）。

### 漫画
月刊Gファンタジー2015年10月号より『Dance with Devils -Blight-』（ダンス ウィズ デビルス ブライト）として連載。作画は七都サマコ。主人公は立華リツカだがアニメ版と異なり棗坂シキを主体として描いている。アニメーションの絵を再現したか如く忠実に描いている。
| 発売日         | タイトル                     | ISBN                |
| -------------- | ---------------------------- | ------------------- |
| 2015年12月26日 | Dance with Devils -Blight- 1 | ISBN 978-4757548534 |
| 2016年6月27日  | Dance with Devils -Blight- 2 | ISBN 978-4757550285 |

### ゲーム
PlayStation Vita用ソフトとしてRejetより2016年3月24日に発売された。

PlayStation Vita用ソフト「Dance with Devils MY Carol」がRejetより2018年3月22日に発売される。

### 舞台
2016年3月に1作目、2016年12月に2作目、2018年3月に3作目が、いずれもAiiA 2.5 Theater Tokyoにて上演された。
アニメ版の主人公、立華リツカは直接は登場せず、男性キャストが演じる立華リツカ表現という形で登場する。
全ての公演の上演後にアフターイベント「アクマの歌宴（うたげ）」が開催されている。「アクマの歌宴」とはペンライト持ち込み可のミニコンサートであり、キャストは回ごとに異なる（回替わり、千秋楽のみオールキャスト）。

#### 公演リスト
ミュージカル 「Dance with Devils」
2016年3月3日 - 13日、AiiA 2.5 Theater Tokyoで上演された。
公演前に舞台版のキャストが歌うアニメ版エンディングテーマ「マドモ★アゼル」のPVが公開された。アニメ版では歌唱参加していないローエン役のキャストを追加した6人バージョンである。
ミュージカル 「Dance with Devils〜D.C.（ダ・カーポ）〜」
2016年12月21日 - 27日、AiiA 2.5 Theater Tokyoで上演された。
本作ではEnding A―Dear My Devil RemとEnding B―Dear My Exorcist Lindoというエンディングが異なる2パターンの物語が回替わりで上演された。
ミュージカル 「Dance with Devils〜Fermata（フェルマータ）〜」
2018年3月15日 - 25日、AiiA 2.5 Theater Tokyoで上演された。
本作では“Elegante（エレガンテ）“ と”Calma（カルマ）“というエンディングが異なる2パターンの物語が回替わりで上演された。

#### キャスト（舞台）
|                | 初演                            | ～D.C.～                    | ～Fermata～ |
| -------------- | ------------------------------- | --------------------------- | ----------- |
| 鉤貫レム       | 神永圭佑                        | 神永圭佑                    | 神永圭佑    |
| 立花リンド     | 平牧仁                          | 萩尾圭志                    | 高野洸      |
| 楚神ウリエ     | 崎山つばさ                      | 神里優希                    | 山﨑晶吾    |
| 南那城メィジ   | 吉岡佑                          | 吉岡佑                      | 吉岡佑      |
| 棗坂シキ       | 安川純平                        | 安川純平                    | 安川純平    |
| ローエン       | 内藤大希                        | 内藤大希                    | 内藤大希    |
| ノエル         | 法月康平                        | 法月康平                    | -           |
| ホランド       | 伊崎龍次郎 木村昴 （Wキャスト） | 山田ジェームス武            | -           |
| ジェキ         | 伊勢大貴                        | 田中涼星                    | 田中涼星    |
| シダ           | 西馬るい                        | 小林竜之                    | 小林竜之    |
| カズラ         | 馬庭良介                        | 福島海太                    | 福島海太    |
| ワラビ         | 井阪郁巳                        | Hayato （WEBER）            | -           |
| 立華リツカ表現 | 三浦宏規                        | 中村慶潤 （谷桃子バレエ団） | 肝付瑠生    |
| ヴィフ         | -                               | -                           | 鷲尾昇      |
| グラン         | -                               | -                           | 木全寛幸    |
| エル           | -                               | -                           | 福井大輔    |
| マリウス       | -                               | -                           | 北川尚弥    |

初演アンサンブル
今井稜、杉山諒二、千葉優作、北川雄也、K-TA2
～D.C.～アンサンブル
北川雄也、中林謙太、小笠原真悟、辻大樹、日向滉一
～Fermata～アンサンブル
今井稜、辻大樹、木村充希、逢坂空、尾関晃輔

#### ディスク・配信
DVD・BD（～Fermata～のみ）
| 発売日        | タイトル                                  | 規格品番       |
| ------------- | ----------------------------------------- | -------------- |
| 2016年6月17日 | ミュージカル Dance with Devils            | EYBA-10931/2/B |
| 2017年3月31日 | ミュージカル Dance with Devils～D.C.～    | EYBA-11292/3/B |
| 2018年9月28日 | ミュージカル Dance with Devils～Fermata～ | EYXA-11827     |

配信・放送
- DVDやBDとは異なる映像が配信された。
- 初演と～Fermata～は千秋楽の映像、～D.C.～は2016年12月27日12時回（Ending B）の映像が配信されている。

| 配信サイト          | 期間                                                                                             |
| ------------------- | ------------------------------------------------------------------------------------------------ |
| DMM.com             | 独占先行配信：2016年3月29日 - 5月8日 再配信：2016年8月8日10時 - 配信終了 2018年5月16日現在配信中 |
| ニコニコチャンネル  | 2016年4月7日 - 5月31日                                                                           |
| 楽天ショウタイム    | 2016年4月8日 - 5月31日                                                                           |
| TSUTAYA TV ひかりTV | 2016年4月15日 - 5月31日                                                                          |
| dアニメストア       | 2016年5月13日12時 - 5月31日18時                                                                  |

| 配信サイト・放送局                                         | 期間                                                |
| ---------------------------------------------------------- | --------------------------------------------------- |
| DMM.com                                                    | 2017年1月20日18時 - 3月12日 2018年5月16日現在配信中 |
| TSUTAYA TV 楽天Showtime ビデオマーケット GYAO!/GYAO!ストア | 2017年1月30日 - 3月12日                             |
| ひかりTV                                                   | 2017年2月10日 - 3月12日                             |
| CS放送局・衛星劇場                                         | 2017年11月5日1時 - 再放送：2017年11月19日16時40分 - |

| 配信サイト                                                                                                   | 期間                |
| --- | ------------------- |
| DMM.com | 2018年4月18日18時 - |
| ひかりTV Rakuten TV ビデオマーケット ニコニコチャンネル JCOMオンデマンド Happy！動画 dTV あにてれ アニメ放題 | 2018年4月28日 -     |
| ニコニコ生放送 上映会                                                                                        | 2018年4月30日19時 - |
| GYAO! | 2018年5月10日 -     |
| U-NEXT | 2018年5月17日 -     |
| TSUTAYA.TV dアニメ                                                                                           | 2018年5月25日 -     |
| バンダイチャンネル                                                                                           | 2018年6月1日 -      |

#### イベント・メディア出演
DVD・BD会場予約特典イベント
- ミュージカル「Dance with Devils」DVD予約特典イベント トーク＆ハイタッチ会（2016年6月19日、武蔵村山市民会館）
  - 出演：神永圭佑、平牧 仁、吉岡 佑、安川純平、伊勢大貴、伊崎龍次郎
- ミュージカル「Dance with Devils～D.C.（ダ・カーポ）～」 「アクマだったらあたりまえ！？嘘だらけのトーク＆ハイタッチ会」（2017年4月1日、四街道市文化センター 大ホール）
  - 出演：神永圭佑、萩尾圭志、神里優希、吉岡佑、安川純平、山田ジェームス武、田中涼星、小林竜之
- ミュージカル「Dance with Devils～Fermata（フェルマータ）～」 「トーク＆ハイタッチ会」（2018年9月29日、東京近郊）
  - 出演：神永圭佑、山﨑晶吾、吉岡佑、北川尚弥

メディア
- 滝口幸広の「タッキーチャンネル」（2016年 12月1日、FRESH! by AbemaTV）
  - 出演：神永圭佑、山田ジェームス武
- 「痛快☆乙女ゲーム通信」（2016年12月3日、FM西東京）
  - 出演：神永圭佑、萩尾圭志
- ミュージカル「ダンデビ」バレンタイン稽古場生配信（2018年2月14日、LINE LIVE）
  - 出演：神永圭佑、高野洸、山﨑晶吾、木全寛幸、北川尚弥

外部イベント
- STAGE FES 2017（2017年12月31日、大宮ソニックシティ 大ホール）
  - 出演：神永圭佑 - 鉤貫レム 役、高野洸 - 立華リンド 役、山﨑晶吾 - 楚神ウリエ 役、吉岡佑 - 南那城メィジ 役、安川純平 - 棗坂シキ 役

その他
- カラオケの鉄人×ミュージカル「Dance with Devils～D.C.（ダ・カーポ）～」コラボ（2016年12月16日 - 2017年1月31日、一部店舗）

### コンサート
- Dance with Devils スペシャルコンサート「カーテン・コール」（2015年12月27日開催、2016年4月22日DVD発売）
- Dance with Devils スペシャルコンサート「ダブル・カーテンコール」（2017年1月29日開催）